# Problema de "einstein"
En geometría plana, el problema de "einstein" pregunta por la existencia de una única prototesela que por sí misma forma un conjunto aperiódico de prototeselas, es decir, una forma que puede teselar el espacio, pero solo de forma aperiódica. Esta forma se denomina einstein (que no debe confundirse con el físico Albert Einstein), del juego de palabras en alemán "ein stein", que significa "una piedra". Dependiendo de las definiciones particulares de aperiodicidad y las especificaciones de qué conjuntos se pueden calificar como mosaicos y qué tipos de reglas de coincidencia están permitidas, el problema está abierto o resuelto. El problema de "einstein" puede verse como una extensión natural de la segunda parte del decimoctavo problema de Hilbert, que busca un único poliedro que enjaece en el espacio euclidiano tridimensional, pero tal que ninguna teselación de este poliedro sea una figura isoedral. Tales teselados anisoedrales fueron encontrados por Karl Reinhardt en 1928, pero todos ellos recubren el espacio periódicamente.

## Soluciones propuestas

La tesela de Socolar-Taylor es una solución propuesta al problema de "einstein"

Un teselado de la familia infinita de Smith–Myers–Kaplan–Goodman-Strauss.

En 1988, Peter Schmitt descubrió un único prototipo aperiódico en el espacio euclídeo tridimensional. Si bien ningún mosaico de este prototipo admite una traslación como simetría, algunos tienen simetría helicoidal. La operación helicoidal implica una combinación de traslación y rotación a través de un múltiplo irracional de π, por lo que ningún número de operaciones repetidas produce una traslación pura. Esta construcción fue ampliada posteriormente por John Horton Conway y Ludwig Danzer a un prototipo aperiódico convexo, el teselado de Schmitt-Conway-Danzer. La presencia de la simetría helicoidal se tradujo en una revaluación de los requisitos de no periodicidad. Chaim Goodman-Strauss sugirió que un teselado se considere fuertemente aperiódico si no admite grupos cíclicos de movimiento euclídeo como simetrías, y que solo los conjuntos de teselados que imponen una aperiodicidad fuerte se llamen fuertemente aperiódicos, mientras que otros conjuntos deben llamarse débilmente aperiódicos.
En 1996, Petra Gummelt construyó una loseta decagonal decorada y demostró que cuando se permiten dos tipos de superposiciones entre pares de losetas, las losetas pueden cubrir el plano, pero solo de forma no periódica. Generalmente se entiende por teselado un revestimiento sin solapamientos, por lo que la baldosa Gummelt no se considera un prototipo aperiódico. Joshua Socolar y Joan Taylor propusieron a principios de 2010 un juego de teselas aperiódico en el plano que consta de una sola pieza, la tesela de Socolar-Taylor. Esta construcción requiere reglas coincidentes, reglas que restringen la orientación relativa de dos mosaicos y que hacen referencia a las decoraciones dibujadas en los mosaicos, y estas reglas se aplican a pares de mosaicos no adyacentes. Alternativamente, se puede construir una loseta sin decorar sin reglas coincidentes, pero la loseta no es conexa. La construcción puede extenderse a un mosaico tridimensional conectado sin reglas de coincidencia, pero este mosaico permite mosaicos que son periódicos en una dirección, por lo que solo es ligeramente aperiódico. Además, el mosaico no está simplemente conectado.
La existencia de un conjunto de mosaicos fuertemente aperiódico que consiste en un mosaico conectado sin reglas coincidentes es un problema sin resolver. En 2023, David Smith, Joseph Samuel Myers, Craig S. Kaplan y Chaim Goodman-Strauss publicaron un preprint demostrando la existencia de una familia de soluciones, basadas en un "sombrero" formado por ocho copias de un deltoide de 60°–90°–120°–90° unido arista con arista. Cabe mencionar que la demostración aún no ha pasado el proceso de revisión por pares y la subsecuente publicación formal.